# Democracia Corinthiana
Democracia Corinthiana fue un movimiento surgido en la década de 1980 en el club brasileño de fútbol Corinthians, bajo el liderazgo de un grupo de célebres futbolistas integrado por Sócrates, Wladimir, Casagrande y Zenon.
Fue un período en la historia del club en el cual muchas decisiones importantes, como las contrataciones, las reglas para las concentraciones, la libertad para expresar opiniones, etcétera, eran decididas a través del voto igualitario de sus miembros. De modo tal que el voto del director técnico, por ejemplo, valía lo mismo que el de un dirigente o un jugador. Esto redundaba en un funcionamiento autogestionado del equipo, algo revolucionario para el contexto dictatorial en el que se encontraba el país.

## Historia

### Puntapié inicial

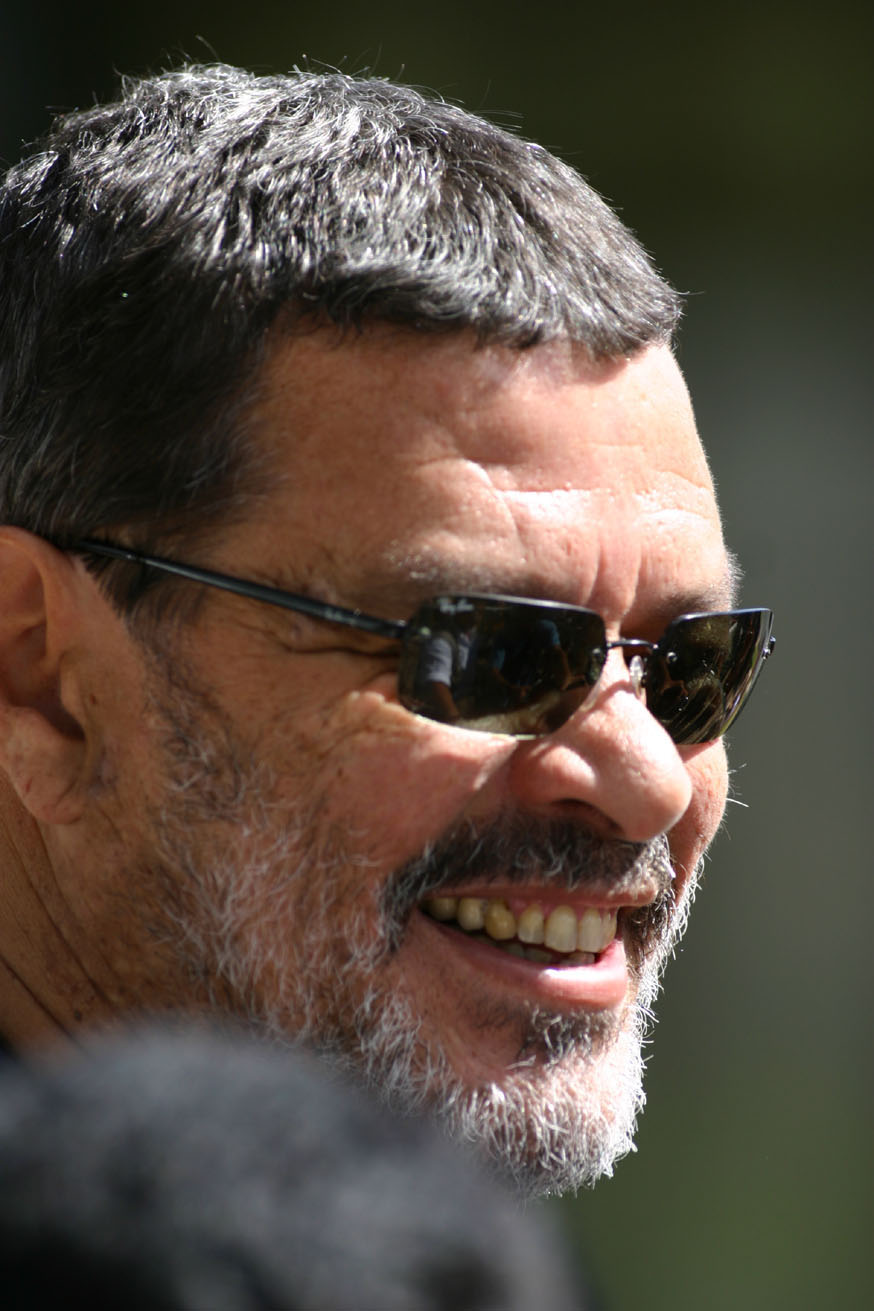
Sócrates, uno de los mayores ídolos de Corinthians, e ideólogo de la Democracia Corinthiana

En 1981, Corinthians venía de una pésima campaña, tanto en el campeonato brasilero, como en el campeonato paulista. En abril de 1982, culmina la gestión de Vicente Matheus en la presidencia y es electo Waldemar Pires para sucederlo. Pires designa a un sociólogo a cargo del fútbol del club, Adílson Monteiro Alves, descrito por Gilvan Ribeiro, en su libro "Casagrande y sus demonios" (Casagrande e seus demônios) como "un joven sociólogo con ideas revolucionarias para la administración deportiva." Adílson defendía la idea de escuchar a los jugadores y a otros miembros del equipo. Sumado a este factor la presencia de jugadores con cierta militancia política, como el caso de Sócrates y Wladimir, se inicia entonces una revolución dentro de Corinthians.

### Funcionamiento democrático
A partir de entonces, se implementó un sistema de autogestión, en el que jugadores, cuerpo técnico, dirigentes y empleados, decidían sobre diferentes temas de la administración del club, sobre la base de votaciones. Un aspecto fundamental era que todos los votos tenían el mismo peso, sin importar la función de la persona ni el peso dentro de la institución.

### Consignas en la camiseta
Corinthians fue el primer club de Brasil en utilizar una camiseta con mensajes propagandísticos. Por iniciativa del publicista Washington Olivetto (vicepresidente de marketing del club en ese momento, y uno de los creadores del término "Democracia Corinthiana", junto con el periodista Juca Kfouri) el club estamparía en su vestimenta consignas a favor de la democracia, como "diretas-já" ("elecciones ya") o "eu quero votar para presidente" ("quiero votar para presidente"). Esto tuvo lugar durante la última dictadura militar, cuando los movimientos sociales comenzaban a rearticularse para la conformación de una democracia. Democracia Corinthiana causó malestar entre los militares quienes, a través del brigadier Jerônimo Bastos, pidieron moderación en el club.

### Resultados
El resultado del nuevo sistema fue positivo. El equipo llegó a la semifinal del campeonato local de 1982, y conquistó el  campeonato paulista en 1982 y 1983. Además, durante el período de autogestión, Corinthians consiguió sanear toda su deuda, dejando incluso una reserva en caja de 3.000.000 dólares para el siguiente período.

### Declive
A partir de 1984 se empieza a formar la unión de los trece clubes más poderosos del país, conocida como "Club de los 13" (Clube dos 13), donde la figura del presidente y su puesto eran esenciales para el ingreso. Paralelamente, el equipo tuvo malos resultados entre 1984 y 1985, mientras que otros clubes con un modelo clásico de gestión (caso de Flamengo), lograron destacarse a nivel nacional. Luego se consolidaría una concepción más "moderna" del deporte desde Europa, incorporando medios privados y el concepto de gerenciamiento deportivo. El revés sufrido en la Enmienda Constitucional Dante de Oliveira (que proponía el regreso a la democracia), también fue decisivo para el fin del movimiento. Sócrates había afirmado que dejaría el club si dicha enmienda no era aprobada, por lo que finalmente se iría a la Fiorentina de Italia.

## Documental
El 8 de diciembre de 2011 fue lanzado oficialmente el documental "Ser campeón es un detalle - Democracia Corinthiana" (Ser Campeão é Detalhe - Democracia Corinthiana) que trata sobre el movimiento, con testimonios de sus protagonistas. Entre ellos Sócrates, fallecido pocos días antes, y a quien fue dedicado el documental, cuyo lanzamiento constituyó un verdadero homenaje al futbolista.

## Críticas
El movimiento también recibió críticas de algunos deportistas, como fue el caso de los arqueros Emerson Leão e Rafael Cammarota.

De democracia no tenía nada. Era un buen movimiento para quienes lo manejaban, mientras los demás aplaudían. Democracia Corintiana tenía los cuatro traidores: Sócrates, Wladimir y Casagrande, que era un bocón, además de Adilson Monteiro Alves.
Rafael Cammarota

Además, algunos de los periodistas de los medios masivos, así como miembros del régimen militar, rechazaron el movimiento estigmatizando a los jugadores por una falta de compromiso.